# Son Catlar
Son Catlar (vollständiger Name Poblat de Son Catlar) ist eine prähistorische Siedlung auf der spanischen Baleareninsel Menorca. Ihre Anfänge gehen bis in prätalayotische Zeit zurück. Während der posttalayotischen Periode (550–123 v. Chr.) war Son Catlar eine der größten Siedlungen der Insel. Der Verfall erfolgte am Ende der Römerzeit.

## Lage
Son Catlar liegt acht Kilometer südlich von Ciutadella und ist über den Camino de Torre Saura zu erreichen. Besuchern steht ein Parkplatz zur Verfügung.

## Geschichte
Die Anfänge der Siedlung liegen in der späten Bronze-, ihre Blüte aber in der Eisenzeit. Zwischen dem 3. und 2. Jahrhundert v. Chr. kam es zu einer explosionsartigen Entwicklung der Siedlung. Son Catlar gehörte nun neben Trepucó und Torre d’en Galmés zu den größten Siedlungen auf Menorca. Nach der römischen Invasion im Jahr 123 v. Chr. und auch in der islamischen Zeit wurden Teile Son Catlars noch immer als Wohnstätte benutzt.
1924 führte Francesc Hernández i Sanz Grabungen im Bereich der Taula durch. Die Ergebnisse wurden jedoch ebenso wenig veröffentlicht wie diejenigen Maria Lluïsa Serras und J. Flaquers, die 1957 hinter dem nördlichen Talayot einen Säulenraum ausgruben. 1958 restaurierten Lluís Pericot (1899–1978) und der Architekt V. Tolós den Sturz des nördlichen Zugangsportals. 1987 wurde der Baumbestand abgeholzt, der die Mauer verdeckte. 1995 leitete Octavi Pons eine neue Grabungskampagne im Bereich des Zugangsportals. Nach photogrammetrischen Aufnahmen im Jahr 2015 begann Fernando Prados Martínez von der Universität Alicante ein Jahr später mit Grabungen an der Verteidigungsmauer. An einem der Tore wurde im Juli 2021 römisches Militärmaterial aus der Zeit um 100 v. Chr. gefunden, darunter Messer sowie Pfeil- und Speerspitzen, aber auch chirurgische Instrumente und ein Bronzespatel.
Am 8. Juni 1931 stellte die Spanische Republik Son Catlar per Dekret unter Denkmalschutz. Heute ist das Areal unter der Nummer ARI-55-0000820 als archäologisches Monument (Monument arqueològic) registriert. 2018 wurde es vom Staat erworben.
Son Catlar gehört zu den 24 archäologischen Stätten, die seit 2023 als „Talayotisches Menorca“ zum Weltkulturerbe zählen.

## Beschreibung

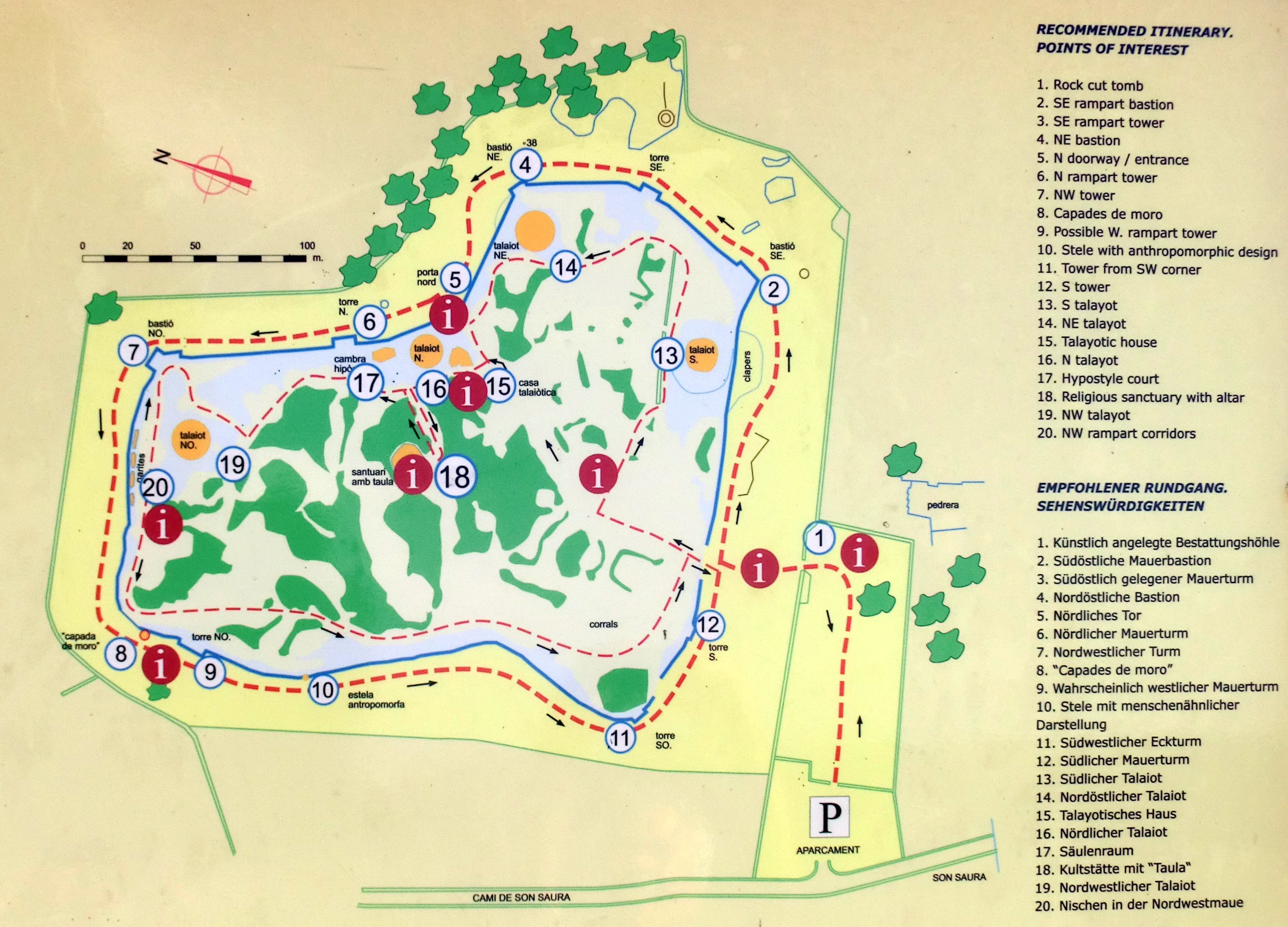
Übersichtskarte der Fundstätte

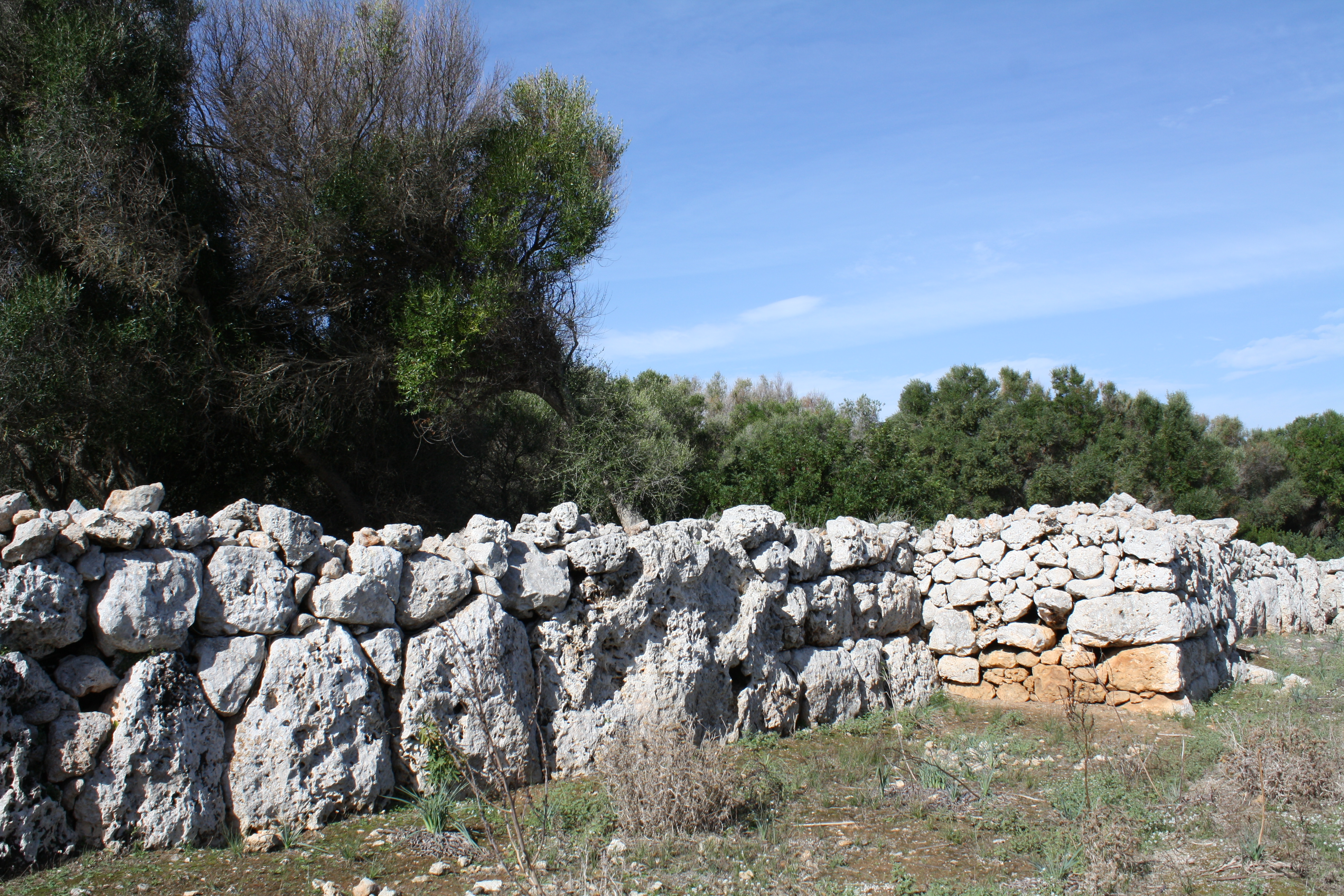
Zyklopenmauer mit Bastion

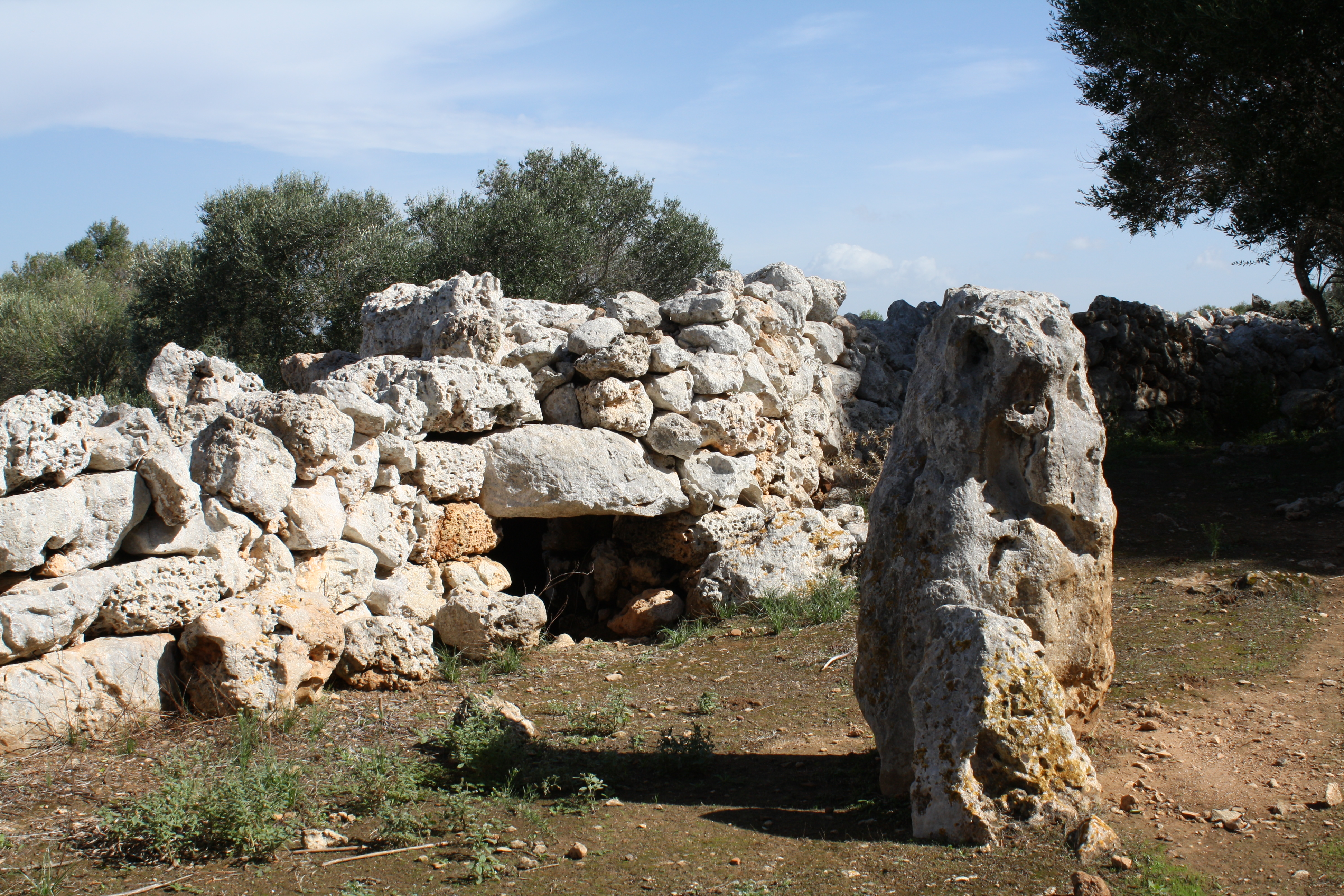
Eingang in eine der Kasematten

Son Catlar besitzt als einzige vorgeschichtliche Siedlung Menorcas eine geschlossen erhaltene Zyklopenmauer aus ungewöhnlich großen Steinen, die als Trockenmauerwerk verlegt wurden. Die 870 Meter lange und bis zu drei Meter hohe Ringmauer umschließt die 3,74 Hektar große Siedlung und stammt aus dem 6. Jahrhundert v. Chr. Sie wurde am Ende des 3. vorchristlichen Jahrhunderts im Zusammenhang mit dem Zweiten Punischen Krieges verstärkt, als unter anderem acht Türme mit quadratischem Grundriss an die Fassadenfront angebaut wurden. Einige Mauerabschnitte wurden am Ende des 2. bzw. am Beginn der 1. Jahrhunderts v. Chr. zerstört, als Menorca von den Römern erobert wurde. Im Nordosten befindet sich ein Zugang, bestehend aus zwei großen senkrecht stehenden Blöcken als Pfosten, auf denen quer eine weitere Steinplatte als Türsturz liegt. Erst im Jahr 2019 wurde ein zweiter Zugang, das sogenannte „Ellbogentor“, entdeckt. Einzigartig sind die im nordwestlichen Teil der Mauer befindlichen Kasematten. An der Außenseite der westlichen Mauer befindet sich ein Monolith mit anthropomorphen Gravuren.
Innerhalb der Mauern gibt es vier Talayots, die zwischen 850 und 650 v. Chr. errichtet und um 500 v. Chr. aufgegeben wurden. Im nördlichen Talayot, der an der Basis einen elliptische Grundriss von 15,30 m × 13,30 m aufweist, befindet sich ein Raum mit einer zentralen Säule. Die anderen Talayots sind von kreisförmiger Struktur mit 15 bis 17 m Durchmesser.

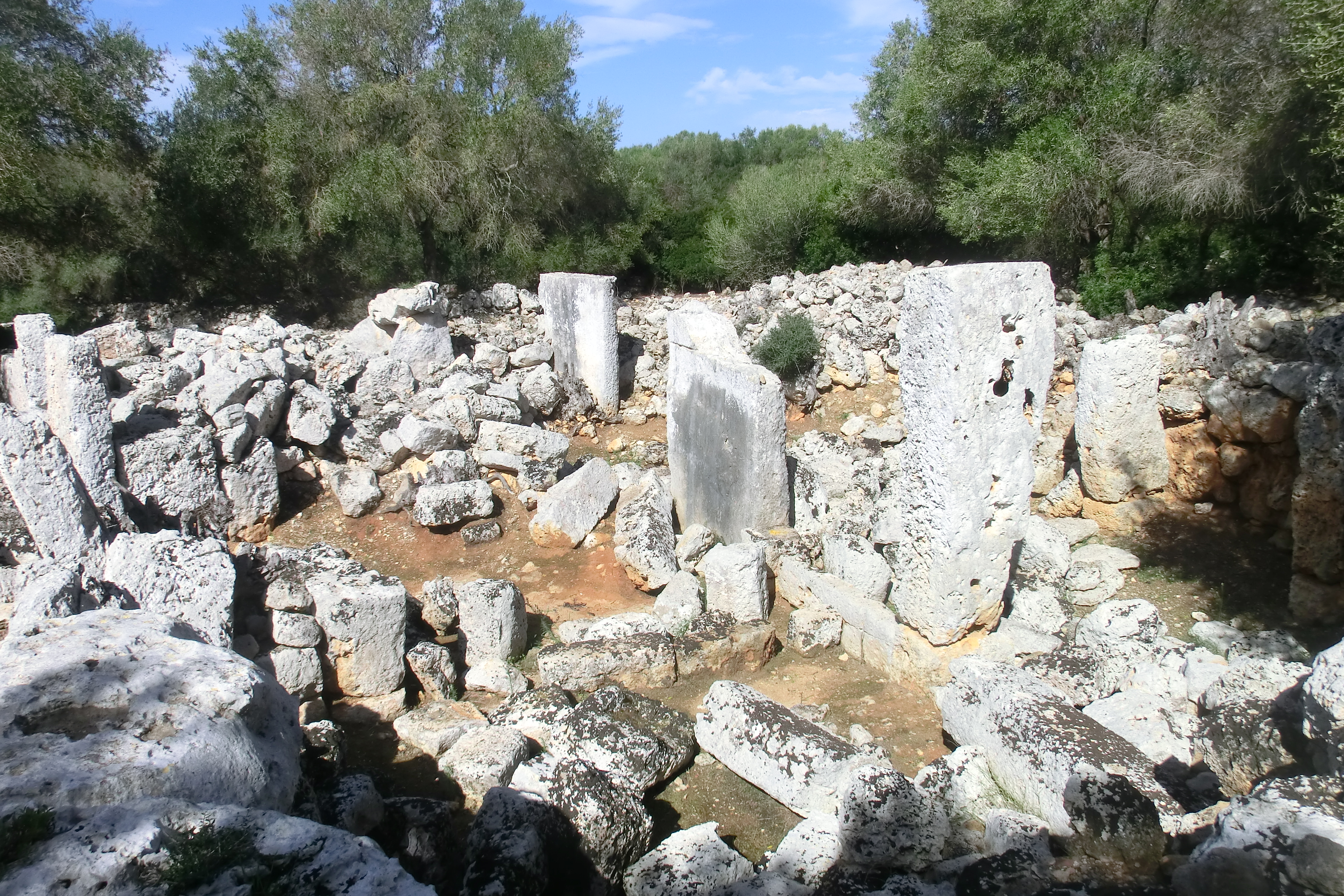
Blick in das Taula-Heiligtum

Zentral in der Anlage liegt das hufeisenförmige posttalayotische Taula-Heiligtum, das größte seiner Art auf Menorca. Der Kapitellstein der Taula, eines aus zwei großen Steinen bestehendes Monuments in T-Form, ist herabgestürzt und zerbrochen. Aufrechte und umgestürzte Monolithen lassen auf radiale Unterteilungen des Raums schließen. Unmittelbar vor dem Heiligtum befindet sich eine Zisterne, die vermutlich eine rituelle Funktion hatte.
Mehrere rechteckige und halbkreisförmige Gebäude warten noch darauf, ausgegraben zu werden. Nahe der nördlichen Mauer wurde ein Säulensaal (Hypostylos) gefunden.
Im Westen, außerhalb der Mauern, befindet sich eine künstliche Begräbnishöhle (Hypogäum) aus der Zeit zwischen 2000 und 1400 v. Chr. Ein 2,45 m langer und 1,40 m breiter Korridor führt in eine Kammer von 5 m Länge und 2,80 m Breite. Ein zweites Hypogäum, das auf das 9. bis 1. Jahrhundert v. Chr. datiert wird, befindet sich unmittelbar südlich der Mauern. Seine Kammer ist 4,30 m lang und 5,20 m lang.